# グリーンマイル
『グリーンマイル』（The Green Mile）は、スティーヴン・キングが1996年に発表した、1932年の大恐慌時代の死刑囚が収容されている刑務所を舞台とするロー・ファンタジー小説。形式としては主人公のポール・エッジコムが1992年に老人ホームで友人のエレインに60年以上前の話を聞かせるといった形となっている。
アメリカではネタばれを防ぐために（その後に日本でも）6冊が毎月1冊ずつ6か月連続で刊行された。

## あらすじ
20世紀末、刑務所の看守主任だったポールが、60年前の出来事を回想する形で物語が始まる。
1935年、アメリカの刑務所。死刑囚監房で看守を務めるポールのもとに、一人の大男が送られて来る。双子の少女を強姦殺人した罪を持つ死刑囚ジョン・コーフィは、その風貌や罪状に似合わないほど弱く、繊細で純粋な心を持っていた。これと同時期に、知事の妻の甥であるパーシーが看守となり、傲慢な態度で他の看守たちから嫌われる存在になる。
ある時、コーフィは局部を掴んだだけでポールの重い尿路感染症を治してしまう。その後も、コーフィはデルことエデュアール・ドラクロアが飼っていたネズミ、Mr.ジングルスがパーシーに踏みつけられて瀕死の状態を救った。これを見た看守たちは「コーフィは不思議な力を神から授かった特別な存在なのでは」と考え始める。同時にポールは、コーフィが電気椅子に送られること、それを行う自分たちは大きな過ちを犯しているのではないかと悩む。
しばらくして、ウィリアム・ウォートン ―― 通称“ワイルド・ビル”という凶悪な死刑囚が送られてくる。ポールは仲間達と共に、コーフィを刑務所から内密に連れ出して、難病を患っている刑務所所長のハルの妻・メリンダを助けようとする。コーフィはメリンダを治し、彼女から吸い取った病気をすぐに吐き出さず、横暴な看守のパーシーに移した。パーシーは錯乱状態となって凶悪犯のウォートンを銃殺し、まもなくパーシーは精神病院に送られた。それからコーフィは、ポールの手を取って「双子の少女の殺人事件の真相」を伝え、ポールはウォートンこそが双子の少女を殺害した真犯人だったと知る。
しかし、コーフィの冤罪を覆す証拠は存在せず、死刑執行が決定される。ポールたちはコーフィに脱獄を勧めるが、「世界中で今も愛を騙って人が殺されている」「毎日のように、世界中の苦しみを感じたり聞いたりすることに疲れたよ」と言い、コーフィはそれを拒否して死ぬことを選んだ。数日後、コーフィは電気椅子に送られ、ポールの手で処刑された。
その後、ポールは108歳になっても健康なまま生き続け、Mr.ジングルスも60年以上生き続けていた。これはコーフィから与えられた力によるものだったが、ポールは自分がコーフィを処刑したことで神から罰を与えられ、家族や友人全員より長生きすることになると信じている。そして、ネズミのMr.ジングルスの異常な長寿から、自分が死ぬのは遠い先のことだろうと考えている。

## 登場人物

### 主人公
ポール・エッジコム
本作品の主人公。コールド・マウンテン刑務所Eブロックの看守主任。在職中、78回の死刑執行の指揮をとった。ジョン・コーフィに尿路感染症を治療してもらってから、彼が本当に双子の少女を殺害したのか懐疑的になる。
1930年代時点で44歳で、子供が2人いるがどちらも成人している。
ジョン・コーフィの処刑後は、ブルータスと共に少年更生院へ転属している。
ジョン・コーフィ
もう一人の主人公。飲み物のコーヒー（Coffee）と発音が似ているがスペルは「Coffey」。双子の幼女を殺害した罪でコールド・マウンテン刑務所に投獄されることになった、巨漢の黒人（ブルータスよりもさらに巨体）。身長2m、体重126kg。深みと静かな響きのこもった声質。まるで子供のように暗闇を恐れ、不思議な力を持っている。
穏やかで純粋な性格だが知能が低く、自分の名前以外は字が書けない。記憶に障害があるらしく、自身の過去については「覚えていない」と語ることが多く、天涯孤独の身。しかし危機察知能力は高く、ウィリアム・ウォートンのことを一目見る前に凶悪犯であると察知している。
双子の殺人事件は冤罪であるが、ジョンは「毎日愛が利用され、たくさんの人が苦しんでいる。それを感じることに疲れてしまった」と言って刑を受け入れた。

### 刑務官
ブルータス・ハウエル
Eブロック副主任。ポールの相棒であり、正義感の強い大男。「ブルータル（乱暴者）を自称しているが、これは冗談であり、体格は良かったが、必要に迫られなければ蠅1匹殺せない男であった」とポールに称されている。独身。
死刑執行指揮の担当者だったが、ジョン・コーフィの刑死後は、ポールと共に少年更生院へ転属している。
パーシー・ウェットモア
看守の1人。州知事と義理の血縁関係にあり、コネがあるのをいいことに好き放題振る舞っている。「筋金入りに残酷な男で、冷酷で不注意でバカと3拍子揃っている」とポールに評されている。囚人のデルとは非常に相性が悪い。自尊心が高く大物ぶっているが、本性は臆病者で自分より凶悪なウォートンを特に苦手としている。
コネで「ブライアー・リッジ精神病院」に転属が間近であり、すぐにでも囚人と関わる危険もない高給のデスクワークが可能なのだが、「死刑の様子を見たい」「自分で死刑の指揮を執りたい」という願望のために刑務所に留まっている。また、1人だけ特注のヒッコリー製の警棒を愛用している。
ブライアー・リッジ精神病院へ転属願を出すことを条件にポールからデルの処刑の指揮を任されるが、処刑の際に手順をわざと省いた事によりデルに余計な苦しみを与えてしまい、通常の死刑よりも凄惨な結果になる。
メリンダの病気を治癒したコーフィーから黒い粒子をうつされ、精神が錯乱したままウォートンを銃殺する。精神疾患と判定され、皮肉にも自身が職員として転属するはずだったブライアー・リッジ精神病院に患者として入院することになった。その後 精神が戻ることはなく、死ぬまで院内でまともに口をきくことはなかったという。
ディーン・スタントン
看守の1人で比較的若手である。縁なしのメガネを着用している（映画では眼鏡をかけていない）。繊細で涙もろい。看守の中で唯一幼い子供がいる。
ハリー・ターウィルガー
看守の1人。冷静で物静かな性格。看守の中では年長で、ポールと同様に子供は成人済み。
ジャック・ヴァン・ヘイ
電気椅子のスイッチ担当の目立たない看守。
ハル
コールド・マウンテン刑務所の所長。妻・メリンダが難病を患っており、そのことで頭を抱えている。ポールとは家族ぐるみで仲が良い。
カーティス・アンダーソン
コールド・マウンテン刑務所の副所長。映画には登場しない。

### 囚人
アーレン・ビターバック
劇中では最初に処刑される囚人。通称「首長（チーフ）」。ネイティブ・アメリカンだが、キリスト教徒である。酒に酔って喧嘩で人を殺し、死刑を宣告された。ウォシタ・チェロキー評議会長老のビターバックの死刑は「上首尾の死刑」と称され、何の支障もなく執行された処刑の例として挙げられている。
アーサー・フランダース
死刑囚。通称＜大統領＞。映画版では登場しないが原作では処刑される前に減刑となりEブロックを離れ、電気椅子に座ることはなかった。その後受刑者同士の争いにより殺害される。
エデュアール・ドラクロア
通称「デル」。南部系フランス人の死刑囚（名前の日本語表記が曖昧で、エドワール・デラクロアなどと表記されることもある）。ミスター・ジングルスと名付けたネズミを飼育している。少女を強姦し、死体をアパートの裏で燃やしたところ、建物に燃え移り、中の住人6人が更に死亡。うち2人は子供だったという。心配そうな顔つきの物腰穏やかな小男であり、頭は禿げあがり、長く伸びた髪の先がシャツの後ろ襟をこすっている。看守のパーシーとの相性が非常に悪く、デルの死刑執行の際、パーシーがわざと手順を省いたことにより、処刑が残酷な結果になってしまい、派手に惨死する末路を迎える。
ウィリアム・ウォートン
通称は「ワイルド・ビル」だが本人はこの呼び名を嫌っており、「ビリー・ザ・キッド」を自称している。凶悪な囚人であり、強盗を犯し多数を殺害（そのうち1人は妊婦だった）。少女2人を殺害した真犯人でもある。コーフィの力で錯乱状態に陥ったパーシーによって銃殺される（原作では眠っているときに撃たれ、ほぼ恐怖も苦痛もない死を迎えることになった）。
トゥート＝トゥート
模範囚。最も長くコールドマウンテン刑務所に服役しているため、ある程度の自由が認められていて刑務所内での物資調達などを行っている。死刑執行のリハーサルの囚人役などを担当している。

### 農園
ケイティ・デタリック / コーラ・デタリック
強姦され殺害された双子の少女たち。ブロンド髪の無垢な子どもで、姉妹仲は非常に良好だったが、その愛を利用されウォートンに殺害される。放置された遺体はコーフィに発見され、治癒を試みられたが手遅れだった。
クラウス・デタリック
綿花農園主で、殺された双子の少女の父親。コーフィを犯人と考え、激しく憎んでいる。憎しみのあまり常に興奮状態にあり、事件の翌年に脳卒中で死亡している。
マージョリー・デタリック
双子の少女の母親。同様にコーフィを憎んでいて、夫と共にコーフィの死刑執行の立会人となる。
ロブ・マッギー
コーフィを逮捕した保安官助手。

### その他
Mr.ジングルス
突然グリーンマイルに現れた利口なネズミ。デルによく懐いている。一時パーシーに踏み潰されたがコーフィに治してもらう。
コーフィの力の影響で長寿を得ることになり、デルの死後はポールによって飼育され、長生きをする。原作では約60年後に死亡した。名付け親はデルであり、原作では当初はポール達に「スチームボート・ウィリー」と呼ばれていた。
エレイン・コネリー
老人ホームで暮らしている、老ポールの友人の女性。
ポールからジョン・コーフィに纏わる体験談を聞き、そして実際にMr.ジングルスに引き合わされたことでその話が真実である事を知る。
ポールよりも遥かに年下だが、彼より先に亡くなり、彼女の葬儀にはポールも参列した。
バート・ハマースミス
コーフィの事件を取材したジャーナリスト。映画ではコーフィの弁護人に変更された。コーフィに対してはあくまで法律上の義務で弁護に付いただけで、彼が犯人だと全く疑っていない。黒人に対して独特の考えを持っている。
メリンダ・ムーアズ
コールド・マウンテン刑務所の所長ハルの妻。重い精神疾患を患っていたが、コーフィによって治療を受けて回復する。

## 設定
主な舞台は回想の1932年だが、この時代はコールドマウンテンの刑務所において未だに死刑に電気椅子が使用されていた時代であり、また恐慌時代で多くの人が就職難に苦しんでいたため、職を失うことを現代よりも恐れているといった設定になっている。事実、コールドマウンテンはノースカロライナ州に属する都市だが、ノースカロライナ州では電気椅子による死刑は廃止されている。

## 日本語訳
- 白石朗訳 新潮文庫 全6巻
  - 1 ふたりの少女の死 1997年1月1日、ISBN 978-4-10-219315-0
  - 2 死刑囚と鼠 1997年3月1日、ISBN 978-4-10-219316-7
  - 3 コーフィの手 1997年3月30日、ISBN 978-4-10-219317-4
  - 4 ドラクロアの悲惨な死 1997年5月1日、ISBN 978-4-10-219318-1
  - 5 夜の果てへの旅 1997年6月1日、ISBN 978-4-10-219319-8
  - 6 闇の彼方へ 1997年7月1日、ISBN 978-4-10-219320-4
- 白石朗訳 新潮社 2000年1月30日、ISBN 978-4-10-501904-4
- 白石朗訳 小学館文庫 上下2巻
  - 上 2014年7月8日、ISBN 978-4-09-408898-4
  - 下 2014年7月8日、ISBN 978-4-09-408899-1

## 映画
『グリーンマイル』（The Green Mile）は、スティーヴン・キングの同名小説を原作としたフランク・ダラボン監督・脚本による1999年のファンタジー・ドラマ映画である。主演のトム・ハンクスは大恐慌時代の死刑囚刑務官であり、マイケル・クラーク・ダンカン演じる謎めいた囚人による超自然的出来事を目撃するという役どころである。共演者としてデヴィッド・モース、ボニー・ハント、サム・ロックウェル、ジェームズ・クロムウェルらが名を連ねている。
1999年12月10日にアメリカ合衆国で封切られたこの映画は批評家から高評価を受け、ダラボンの演出と脚本や演技（特にハンクスとダンカン）が称賛されたが、上映時間が長すぎるという批判もあった。公開以来、この映画は史上最も感動的な映画のひとつという評価を得ている。商業的にも成功し、製作費6000万ドルに対して2億8600万ドルを売り上げた。第72回アカデミー賞では作品賞、助演男優賞（ダンカン）、録音賞、脚色賞にノミネートされた。

### プロット
1999年のルイジアナ州の老人ホームで、定年退職したポール・エッジコムは映画『トップ・ハット』を見ていると感情的になってしまう。同居者のエレインが心配しているとポールはこの映画を見て「グリーンマイル」の異名を持つコールドマウンテン刑務所で死刑囚刑務官だったときに目撃した出来事を思い出したのだと説明する。
1935年、ポールはハル・ムーアズ所長の下でブルータス・"ブルータル"・ハウエル、ディーン・スタントン、ハリー・ターウィルガー、パーシー・ウェットモアを率いていた。州知事夫人の甥であるパーシーはサディスティックな傾向が強いが、家族のコネを誇示して責任を問われないようにしていた。彼は特に囚人のエデュアール・"デル"・ドラクロアを虐待しており、彼の指を折ったり、ペットのネズミのミスター・ジングルスを踏み潰した。
ポールのもとにやってきたジョン・コーフィは大柄な肉体であったが温厚な性格の黒人であり、2人の幼い白人少女を強姦・殺害した罪で有罪判決を受け、死刑を宣告された。ジョンに加えて新たに移送されたウィリアム・"ワイルド・ビル"・ウォートンは精神異常者であり、刑務官に暴力を加えたり、ジョンに人種差別的な態度をとるなどの問題を起こしたため、何度も独房に拘束されることとなる。
ジョンがポールの尿路感染症を触れただけで治癒し、ミスター・ジングルスを復活させるのを目の当たりにしたことでポールは次第にジョンが他人を癒やす超自然的な能力を持っていることに気付く。ポールは神のような奇跡を起こす力を持つ人物が本当に罪を犯したのか疑問に思う。
刑務所を辞職し、精神科の仕事に移ることを条件にパーシーはデルの死刑執行の監督を許可される。死刑執行の際、パーシーはデルの頭にとりつけた電気を流すためのスポンジをわざと湿らせなかったため、デルは火傷による凄惨な苦しみの末に死亡し、ジョンもデルの痛みを感じてしまった。ポールと他の刑務官たちはパーシーを懲らしめるという名目で一晩中彼を独房に閉じ込める。パーシーが閉じ込められているあいだ、彼らはウォートンを薬漬けにし、密かにジョンを刑務所から出してその能力でムーアズ所長の妻のメリンダの脳腫瘍を治癒して彼女の命を救う。パーシーは独房から解放されると、様々な不法行為を通報すると言って釘を刺される。
ジョンは自身の能力を使ってメリンダの脳腫瘍をパーシーの脳に「放出」し、パーシーはウォートンを射殺する。その直後にジョンはウォートンこそが自身が不当に裁かれた事件の真犯人であることを幻視で明かし、その過程で超自然的なエネルギーもポールに放出する。緊張病となったパーシーは精神病院に収容される。
ジョンが無実であることを知ったポールは彼を処刑することに心を痛め、釈放を求める。ジョンは世界は残酷な場所であるとみなしており、人々が互いに与え合う苦しみで常に苦痛を感じているため、死刑は慈悲の行為であるとポールに伝える。今までに映画を見たことがないというジョンは最後の頼みとして、他の刑務官らと共に『トップ・ハット』を鑑賞する。処刑場に連行されるジョンは未だに有罪であると考える2人の少女の両親から容赦なく軽蔑される。ジョンは暗闇を怖がっていたので執行の際に頭巾を被らせないで欲しいと頼む。ポール、ブルータル、その他の刑務官たちはジョンの処刑を涙をこらえながら悲しげに見守る。
現代でポールはエレインにジョンの処刑が自身とブルータルが目にした最後の処刑だったと話す。ポールは彼女にミスター・ジングルスはジョンの癒やしの能力によって超長寿に恵まれ、未だ存命であることを明かす。さらにジョンの死刑執行時44歳だったポールは現在108歳であることも伝える。エレインはポールの長寿はジョンの奇跡のひとつとして見たが、ポールはこれがジョンを処刑した神罰であり、自分は地上に残り続け、愛する者たち全員よりも長生きするように宣告されたのでないかと推測する。その後ポールはエレインの葬儀に参列し、自分の余命はあとどれだけあるのかを考える。

### キャスト
| 役名                                     | 俳優                         | 日本語吹替                  | 日本語吹替                                           |
| 役名                                     | 俳優                         | ソフト版                    | フジテレビ版                                         |
| ---------------------------------------- | ---------------------------- | --------------------------- | ---------------------------------------------------- |
| ポール・エッジコム                       | トム・ハンクス               | 江原正士                    | 江原正士                                             |
| ブルータス・"ブルータル"・ハウエル       | デヴィッド・モース           | 石塚運昇                    | 森田順平                                             |
| ディーン・スタントン                     | バリー・ペッパー             | 堀井真吾                    | 鳥海勝美                                             |
| ハリー・ターウィルガー                   | ジェフリー・デマン           | 佐々木敏                    | 池田勝                                               |
| パーシー・ウェットモア                   | ダグ・ハッチソン             | 平田広明                    | 山寺宏一                                             |
| ハル・ムーアズ                           | ジェームズ・クロムウェル     | 糸博                        | 稲垣隆史                                             |
| ジョン・コーフィ                         | マイケル・クラーク・ダンカン | 大友龍三郎                  | 銀河万丈                                             |
| ウィリアム・"ワイルド・ビル"・ウォートン | サム・ロックウェル           | 成田剣                      | 堀内賢雄                                             |
| エデュアール・"デル"・ドラクロア         | マイケル・ジェッター         | 牛山茂                      | 麦人                                                 |
| ジャン（ジャニス）・エッジコム           | ボニー・ハント               | 唐沢潤                      | 山像かおり                                           |
| メリンダ・ムーアズ                       | パトリシア・クラークソン     | 野沢由香里                  | 鈴木弘子                                             |
| バート・ハマースミス                     | ゲイリー・シニーズ           | 仲野裕                      | 登場シーンカット                                     |
| アーレン・ビターバック                   | グラハム・グリーン           | 渡辺寛二                    | 郷里大輔                                             |
| トゥート＝トゥート                       | ハリー・ディーン・スタントン | 後藤敦                      | 斎藤志郎                                             |
| クラウス・デタリック                     | ウィリアム・サドラー         |                             | 内田直哉                                             |
| 老人のポール・エッジコム                 | ダブス・グリア               | 小林恭治                    | 内藤武敏                                             |
| エレーン・コネリー                       | イヴ・ブレント               | 斉藤昌                      | 京田尚子                                             |
| ジャック・ヴァン・ヘイ                   | ビル・マッキニー             | 高橋翔                      |                                                      |
| ロブ・マッギー保安官助手                 | ブライアン・リビー           |                             |                                                      |
| ビル・ダッジ                             | ブレント・ブリスコー         | 辻つとむ                    |                                                      |
|                                          |                              |                             |                                                      |
| 演出                                     |                              | 福永莞爾                    | 小林守夫                                             |
| 翻訳                                     |                              | 武満眞樹                    | 松崎広幸                                             |
| 制作                                     |                              | プロセンスタジオ            | ムービーテレビジョン                                 |
| プロデューサー                           |                              | 石田雄治 (ポニーキャニオン) | 小笠原恵美子 中島良明 (フジテレビ)                   |
| 初回放送                                 |                              |                             | 2002年9月14日 『ゴールデンシアター』 (21:00 - 23:54) |

### 製作

#### 企画
ダラボンはスティーヴン・キングの小説『グリーンマイル』を8週以内で脚本化した。
撮影はカリフォルニア州ウェスト・ハリウッドのワーナー・ハリウッド・スタジオのほか、テネシー州シェルビービル、ノースカロライナ州ブローイングロック、旧テネシー州立刑務所でのロケが行われた。室内セットはプロダクションデザイナーのテレンス・マーシュが特注で製作し、彼は「私はたちはセットに空間の感覚を与えようとした。歴史の感覚。そしてある意味、神秘的な感覚。細長い大聖堂のような窓を選んだのは。この映画的にはとても神秘的な要素、超自然的な要素があるからだ。（中略）それは私たちに多くの機会を与えてくれた」と述べた。電気椅子も特注のデザインであり、実際に電気椅子が設置されている刑務所から着想を得た。
映画のタイトルは受刑者が電気椅子で処刑される前に歩く緑色の床の広がりを指している。

#### キャスティング
ハンクスとダラボンは1994年にアカデミー賞の昼食会で知り合った。スティーヴン・キングはハンクスがこの役を演じることを思い描いており、ダラボンが彼の名を口にしたときは嬉しかったと述べている。ハンクスは当初、年老いたポール・エッジコムも演じる予定だったが、メイクテストで老人になりきれなかったために断念された。そのためにグリアが年老いたエッジコムも演じることとなり、彼の最後の映画出演にもなった。またジョン・トラボルタもエッジコム役をオファーされていたが、断っていた。
ダンカンは前年に『アルマゲドン』で共演したブルース・ウィリスがジョン・コーフィ役の公募を知り、ダラボンに紹介されたことでキャスティングされた。バスケットボール選手のシャキール・オニールがコーフィ役にオファーされていたが、断られていた。ウィリアム・"ワイルド・ビル"・ウォートン役にはジョシュ・ブローリンが当初は検討されていた。
モースは役のオファーを受けるまで脚本のことを知らなかった。彼は終わるまでに涙を流したと述べた。ダラボンは当初よりクロムウェルの出演を希望しており、脚本を読んだクロムウェルは感銘を受けて同意した。

#### 音楽
公式サウンドトラックである『グリーンマイル オリジナル・サウンドトラック』は1999年12月19日にワーナー・ブラザースより発売された。これにはトーマス・ニューマンによる映画音楽のインストゥルメンタルを中心に37曲が収録されている。収録されているヴォーカル・トラックはフレッド・アステアの「チーク・トゥ・チーク」、ビリー・ホリデイの「アイ・キャント・ギヴ・ユー・エニシング・バット・ラヴ」、ジーン・オースティンの「ドリーム・ウォーキング 」、ガイ・ロンバルド&ヒズ・ロイヤル・カナディアンズの「シャーマイン」の4曲である。

### 評価

#### 興行収入
アメリカ合衆国とカナダでは1999年12月10日に2875館で封切られ、公開初週末で1800万ドルを売り上げ、1820万ドルの『トイ・ストーリー2』に次いで初登場2位となった。また1週間の興行収入は2390万ドルであり、『トイ・ストーリー2』の2210万ドルを上回って1位であった。2週目の週末も2位を維持し、その後10週にわたってトップ10入りを果たしたが、週末1位を獲得することはなかった。製作費6000万ドルに対してアメリカ合衆国とカナダで1億3680万ドル、その他の地域で1億5000万ドル、全世界合算で2億8680万ドルを売り上げた。日本では65億円（5530万ドル）を売り上げて年間2位の成績となった。

#### 批評
Rotten Tomatoesでは136件の批評に基づいて支持率は79%、平均点は6.80/10となり、「『グリーンマイル』は長いが、批評家たちは吸収力があり、感情的にパワフルな体験だと述べている」とまとめられた。Metacriticでは36件の批評に基づいて加重平均値は61/100と示された。CinemaScoreによる観客調査ではA+からFまでの範囲で「A」となった。
映画批評家のロジャー・イーバートはこの映画に4ツ星満点で3ツ星半を与え、「この映画には3時間強の長さがある。私は刑務所の月日や年月の経過を感じることができる延長時間を高く評価する。（中略）それは始まり、中間、終わり、生き生きとしたキャラクター、ユーモア、憤怒、感情的な解放を持つ物語を伝えている」と評した。『エンターテインメント・ウィークリー』のリサ・シュワルツバウムもまたこの映画の長さを指摘しつつも、トム・ハンクスの「上質」な演技とダラボンの演出を称賛した。彼女は「ダラボンの映画製作のスタイルはキング級の糸紡ぎによくマッチしている。この監督は大きな感情や壮大なジェスチャーを長引かせることを恐れない」と評した。
『サンフランシスコ・クロニクル』のエドワード・ガスマンは撮影が「ハンサム」で音楽が「華麗でメロドラマ的」だと評した。彼は続けて「ダラボンはとても献身的な映画監督で、スクリーンに映し出される物語をとても真剣に、強烈に信じている」と述べた。『ワシントン・ポスト』のデッソン・トムソンはストーリーテリングが「見事」であると評し、「お気楽な冒頭の展開から胸が締め付けられるような結末まで、『グリーンマイル』はシニカルな地上を見事に駆け抜ける」と述べた。
一方で『ハリウッド・リポーター』のカーク・ハニーカットは「単純なストーリーをゆったりとしたペース、意味深な沈黙、長いリアクション・ショット、限りなく遅い新陳代謝によって膨らませることによってダラボンは映画版に耐えられないほどの独りよがりな重荷を背負わせた」と評した。プロダクションデザインとサウンドトラックを褒めた『タイムアウト』誌の批評家もいくつかの場面が退屈で、「プロットとキャラクターの多さに苦しんでいる」と考えた。
BBCに寄稿したクラーク・コリスはプロットの非現実的な要素を問題視し、映画が長すぎると考えた。『ニューズウィーク』のデヴィッド・アンセンは『グリーンマイル』が『ショーシャンクの空に』（1994年）より弱いと考えていた。彼は『グリーンマイル』は「あらゆる面で信頼性を無視した、退屈で独りよがりな3時間のメロドラマだ」と述べた。

#### 受賞とノミネート
| 賞                                          | 部門                                     | 対象 | 結果       | 参照   |
| ------------------------------------------- | ---------------------------------------- | --- | ---------- | ------ |
| アカデミー賞                                | 作品賞                                   | デヴィッド・ヴァルデス フランク・ダラボン | ノミネート | [ 31 ] |
| アカデミー賞                                | 助演男優賞                               | マイケル・クラーク・ダンカン | ノミネート | [ 31 ] |
| アカデミー賞                                | 脚色賞                                   | フランク・ダラボン | ノミネート | [ 31 ] |
| アカデミー賞                                | 録音賞                                   | ロバート・J・リット エリオット・タイソン マイケル・ハービック ウィリー・D・バートン | ノミネート | [ 31 ] |
| ブラック・リール賞                          | 助演男優賞                               | マイケル・クラーク・ダンカン | 受賞       | [ 32 ] |
| ブロックバスター・エンターテインメント賞    | ドラマ主演男優賞                         | トム・ハンクス | 受賞       | [ 33 ] |
| ブロックバスター・エンターテインメント賞    | ドラマ助演男優賞                         | マイケル・クラーク・ダンカン | ノミネート |        |
| ブロックバスター・エンターテインメント賞    | ドラマ助演女優賞                         | ボニー・ハント | ノミネート |        |
| BMI映画&テレビ賞                            | 映画音楽賞                               | トーマス・ニューマン | 受賞       | [ 34 ] |
| ブラム・ストーカー賞                        | 脚本賞                                   | フランク・ダラボン | ノミネート | [ 35 ] |
| クリティクス・チョイス・アワード            | 作品賞                                   | 『グリーンマイル』 | ノミネート | [ 36 ] |
| クリティクス・チョイス・アワード            | 脚色賞                                   | フランク・ダラボン | 受賞       | [ 36 ] |
| クリティクス・チョイス・アワード            | 助演男優賞                               | マイケル・クラーク・ダンカン | 受賞       | [ 36 ] |
| シカゴ映画批評家協会                        | 助演男優賞                               | マイケル・クラーク・ダンカン | ノミネート |        |
| シカゴ映画批評家協会                        | 約束された男優賞                         | マイケル・クラーク・ダンカン | ノミネート |        |
| 全米監督協会賞                              | 長編映画監督賞                           | フランク・ダラボン | ノミネート | [ 37 ] |
| ゴールデングローブ賞                        | 映画助演男優賞                           | マイケル・クラーク・ダンカン | ノミネート | [ 38 ] |
| ゴールデン・サテライト賞                    | 映画助演男優賞                           | ダグ・ハッチソン | ノミネート |        |
| NAACPイメージ・アワード                     | 映画助演男優賞                           | マイケル・クラーク・ダンカン | ノミネート | [ 39 ] |
| MTVムービー・アワード                       | ブレイクスルー男性演技賞                 | マイケル・クラーク・ダンカン | ノミネート | [ 40 ] |
| 映画音響編集者協会 (ゴールデン・リール賞)   | 音響編集賞 (ダイアログ&ADR)              | マーク・A・マンジーニ ジュリア・エヴァーシェード | ノミネート | [ 41 ] |
| 映画音響編集者協会 (ゴールデン・リール賞)   | 音響編集賞 (エフェクト＆フォーリー)      | マーク・A・マンジーニ アーロン・グラスコック ハウエル・ギベンス デヴィッド・E・ストーン ソランジュ・S・シュワルベ | ノミネート | [ 41 ] |
| ピープルズ・チョイス・アワード              | オールアラウンド映画賞                   | 『グリーンマイル』 | 受賞       | [ 42 ] |
| ピープルズ・チョイス・アワード              | ドラマ映画賞                             | 『グリーンマイル』 | 受賞       | [ 42 ] |
| サターン賞                                  | アクション/アドベンチャー/スリラー映画賞 | 『グリーンマイル』 | 受賞       |        |
| サターン賞                                  | 監督賞                                   | フランク・ダラボン | ノミネート |        |
| サターン賞                                  | 助演男優賞                               | マイケル・クラーク・ダンカン | 受賞       |        |
| サターン賞                                  | 助演女優賞                               | パトリシア・クラークソン | 受賞       |        |
| サターン賞                                  | 音楽賞                                   | トーマス・ニューマン | ノミネート |        |
| アメリカSFファンタジー作家協会 (ネビュラ賞) | 脚本賞                                   | フランク・ダラボン | ノミネート | [ 43 ] |
| 全米映画俳優組合賞                          | 助演男優賞                               | マイケル・クラーク・ダンカン | ノミネート | [ 44 ] |
| 全米映画俳優組合賞                          | 映画キャスト賞                           | パトリシア・クラークソン ジェームズ・クロムウェル ジェフリー・デマン マイケル・クラーク・ダンカン グレアム・グリーン トム・ハンクス ボニー・ハント ダグ・ハッチソン マイケル・ジェッター デヴィッド・モース バリー・ペッパー サム・ロックウェル ハリー・ディーン・スタントン | ノミネート | [ 44 ] |

### ホームメディア
2000年6月13日にVHSとDVDが発売された。2000年6月18日までにDVDとVHSのレンタル収入を合せて1745万ドルを売り上げた。
2009年12月1日にBlu-rayが発売された。2022年2月22日にリマスターされた4K UHD Blu-rayが発売された。

## 舞台
2017年に日本で上記小説を原作として世界で初めて舞台化された。主演は加藤シゲアキである。

### 公演日程
- 2017年9月30日 - 10月22日、東京グローブ座（東京）
- 2017年11月4日 - 11月8日、京都劇場（京都）

### キャスト（舞台）
- ポール・エッジコム - 加藤シゲアキ
- ジョン・コーフィ - 把瑠都
- ブルータス・ハウエル - 中山祐一朗
- パーシー・ウェットモア - 伊藤俊輔
- ディーン・スタントン - 永田涼
- ハル・ムーアズ - 小野寺昭
- エデュアール・ドラクロア - 加納幸和
- ウィリアム・ウォートン - 鍛治直人

### スタッフ
- 上演台本・演出 - 瀬戸山美咲
- 主催 - 東京グローブ座
- 企画・製作 - Quaras